# 24℃
24 °C  è il primo EP della cantante sudcoreana Lee Hi, pubblicato il 30 maggio 2019 dalla YG Entertainment.

## Tracce
1. No One (feat. B.I) (누구없소?, nugueobs-soLR) – 3:14 (testo: 윤명운, 김민구, B.I – musica: 윤명운, Kang Uk-Jin, Diggy, 김민구)
2. No Way (feat. G.Soul) – 4:16 (testo: Jaeman, Davey Nate – musica: JBird, Jr., Davey Nate)
3. Love Is Over – 3:37 (testo: 민연재, BigTone, Airplay – musica: Airplay, Davey Nate)
4. 1, 2 (feat. Choi Hyun-suk) (한두번?, handubeonLR) – 3:22 (testo: B.I, Choi Hyun-Suk – musica: Kang Uk-Jin, B.I)
5. 20Min (20분전?, 20bunjeonLR) – 2:56 (testo: Lee Hi – musica: 로빈, Lee Hi)

## Classifiche
| Classifica (2019) | Posizione massima |
| ----------------- | ----------------- |
| Corea del Sud     | 11                |
| Francia           | 129               |
| Stati Uniti       | 22                |

## Date di pubblicazione
| Paese         | Mondo          | Formati                    | Etichetta        | Fonti |
| ------------- | -------------- | -------------------------- | ---------------- | ----- |
| Mondo         | 30 maggio 2019 | Musica digitale, Streaming | YG Entertainment | [ 6 ] |
| Corea del Sud | 31 maggio 2019 | CD                         | YG Entertainment | [ 6 ] |

## Riconoscimenti

### Premi dei programmi musicali

#### No One
- Inkigayo
  - 16 giugno 2019[7]
- M Countdown
  - 6 giugno 2019[8]